# كيرلس الخامس (بابا الإسكندرية)

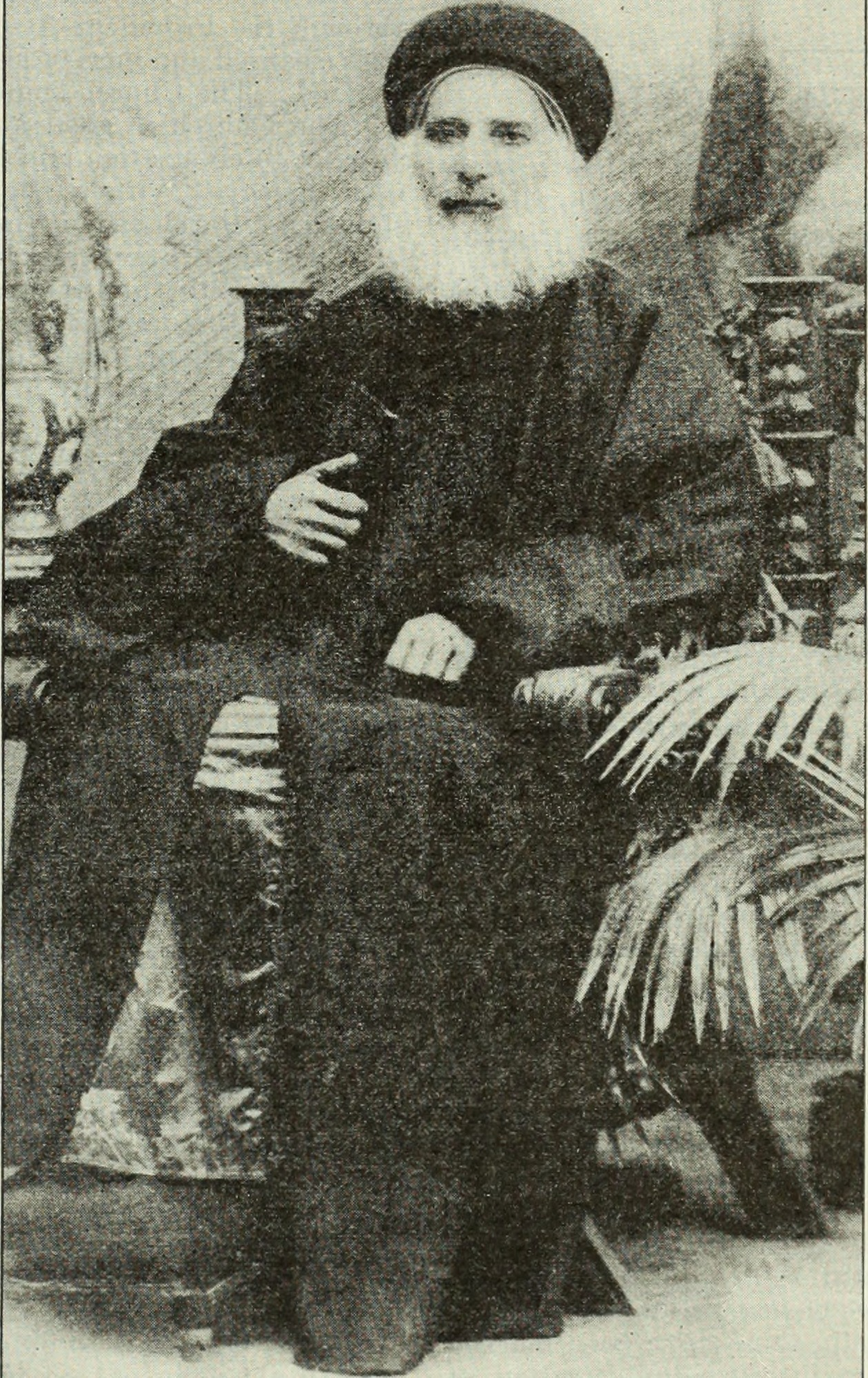

قداسة البابا كيرلس الخامس كان بابا الإسكندرية وبطريرك الكرازة المرقسية ال 112.

## حياته
ولد يوحنا في عام 1824 أو 1831 وفقا لحسابات مختلفة. توفي 7 آب / أغسطس 1927).
بابا الإسكندرية لاثنين وخمسين سنة وتسعة أشهر، اعتبارا من 1 تشرين الثاني / نوفمبر 1874 وحتى وفاته. أطول مدة لبابا في تاريخ الكنيسة القبطية الأرثوذكسية.
فترة بابويته كانت حقبة من التجديد للكنيسة القبطية الأرثوذكسيه واستمر في العمل الذي بدأه البابا كيرلس الرابع (1854 - 1861) في إصلاح التعليم.
من رجال الكنيسة القبطية خلال فترة بابويته القديس الأنبا إبرام الأسقف، وحبيب جرجس.
وُلد يوحنا بقرية تزمنت التابعة لبني سويف سنة 1824 م، وترهب سنة 1844 م بدير البراموس باسم الراهب يوحنا البراموسي، وعُرِف باسم يوحنا الناسخ.

## بابا الإسكندرية
في بداية تولّيه البابوية وجد خلاف بينه وبين أعضاء المجلس الملي العام وكان وكيل المجلس الملي العام في ذلك الوقت بطرس باشا غالي الذي أصبح رئيس وزراء مصر في وقت لاحق لكن النزاع انتهى في صالح البابا كيرلس الخامس.
هذا الاختلاف على الرغم من أن أعضاء المجلس العام المصلين انتخبوه ليصبح البابا القبطي وخلافا لتوقعات المجلس أمضى الجزء الأكبر من حياته البابوية على طرفي نقيض مع المجلس لاعتراضه على تدخل المجلس في أمور الكنيسة.
كما أكمل بناء الكاتدرائية المرقسية بالأزبكية.
في عهده تم تأسيس الكلية الأكليريكية والمتحف القبطي ورسم 44 من الأساقفة والمطارنة منهم قديس القرن العشرين الأنبا ابرآم أسقف الفيوم وآخر من بقي منهم كان الأنبا أثناثيوس مطران بني سويف الذي تنيح سنة 1962.